# セルリア
セルリア（学：Serruria)とは、ヤマモガシ科に含まれる属の一種。もしくはセルリア属に含まれる植物の総称だが、ほとんどの場合、セルリア・フロリダの事を指す。

## 特徴
南アフリカ原産の常緑性の低木である。樹高は50～150cm程になる。葉は細かい羽状複葉で、管状に互生する。花の時期は2～5月で、花色はクリーム色から薄い桃色である。実際、花弁に見える部分は総苞片にあたり、中には40～50個の小さい花の集まりがある。オーストラリアで盛んに品種改良され、新品種が作出されている。耐寒性、耐暑性、耐乾性には乏しく、日本での地植え栽培はやや難しい。特に日本の夏の高温多湿は苦手としている。クラスター根を持つ為、リン酸が欠乏した土壌でも育つ事が出来る。クラスター根は近縁種のレウコスペルマム属にも見られる。乾燥を好むが水切れを起こしやすいため、灌水の難易度は少々高い。以上のような性質から日本国内で地植え、鉢植えで栽培されるのではなく、切り花として輸入されている。切り花としては値段は少々高めである。（単価700～800円ほど）。7月9日、9月21日、11月16日の誕生花であり、花言葉には『ほのかな思慕』『可憐な心』『優れた知識』がある。花色は薄桃色、白色、黄色がある。

## 用途
ヤマモガシ科の花の例に漏れず、乾燥しても褪色しにくい性質からドライフラワーに利用される。また、花持ちも良いため、切り花として多く流通している。色彩や、繊細な雰囲気、名前からウェディングブーケとしても多く利用される（後述）。生け花にも利用される場合もある。

## 余談
ウェディングブーケとして人気な本種だが、故ダイアナ妃のウェディングブーケに使用された事がある。

## 名前の由来
本属の名前の由来は幾つか説があるが、最も有力なのは、ルイ13世の王室庭園長としての呼び名である、Joy Serruria（ジョーイ・セルリア）氏にちなんだというものである。他の説として、オランダの植物学者James Serrurier（ジェームズ・セルリエー）氏にちなんだと言う説もある。
英名のBlishing brideは和訳すると「頬を染めた花嫁」となり、この事からウェディングブーケに使われるようになったともされる。

## 種
出典元はこちら。
- セルリア・アクロカルパ

　（Serruria acrocarpa）
- セルリア・アデスセンデス

　（Serruria adscendens）
- セルリア・エフーサ

　（Serruria effusa）
- セルリア・エロンガータ

　（Serruria elongata）
- セルリア・キナロイデス

　（Serruria cyanoides）
- セルリア・グレミラリス

　（Serruria gremialis）
- セルリア・ステラータ

　（Serruria stellata）
- セルリア・デスシピエンス

　（Serruria decipiens）
- セルリア・ファスシフローラ

　（Serruria fasciflora）
- セルリア・フシフォリア

　（Serruria fucifolia）
- セルリア・ブラウニー

　（Serruria brownii）
- セルリア・フロリダ

　（Serruria florida）
- セルリア・ヘテロフィラ

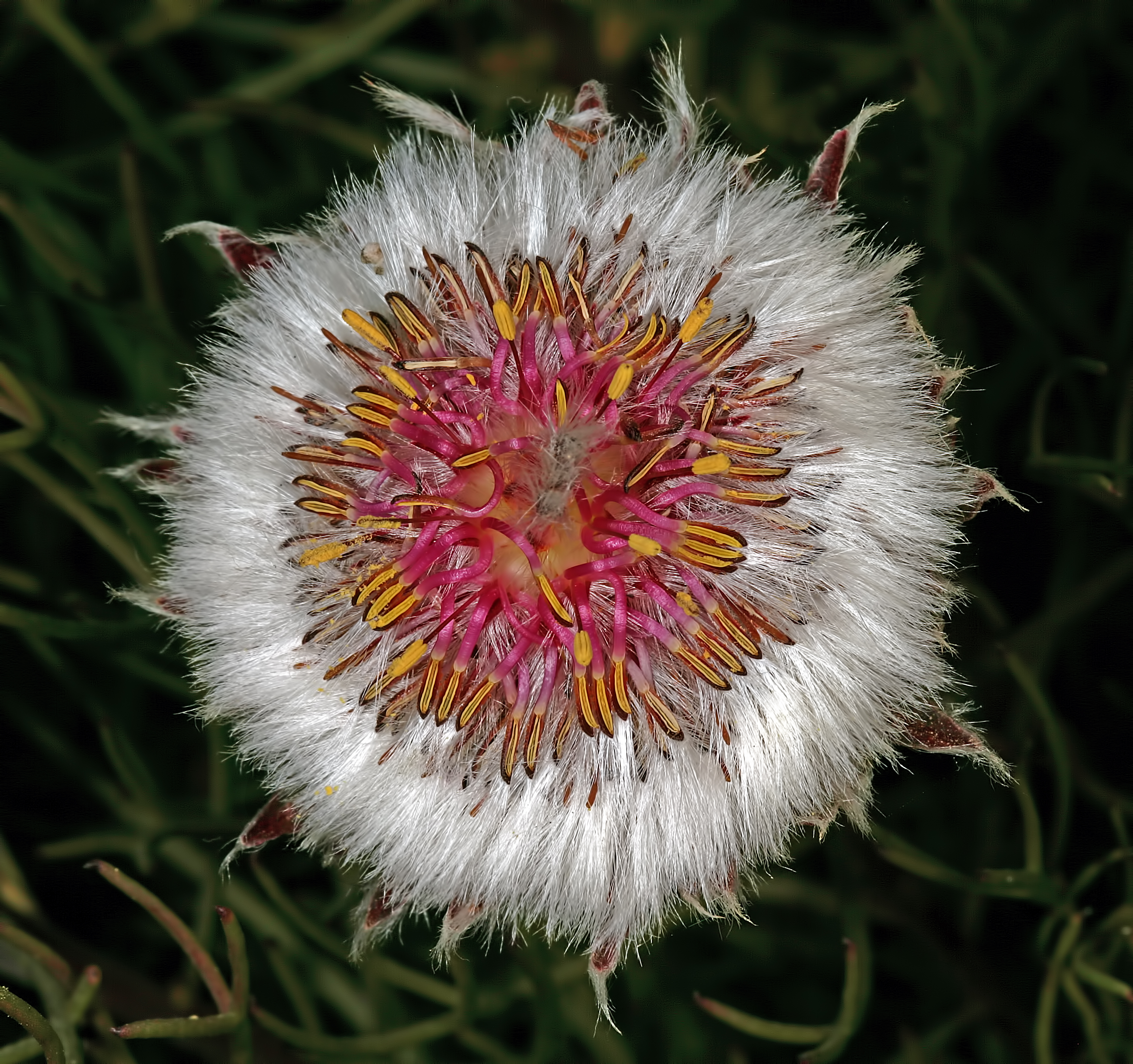
フィリコイデス種の花

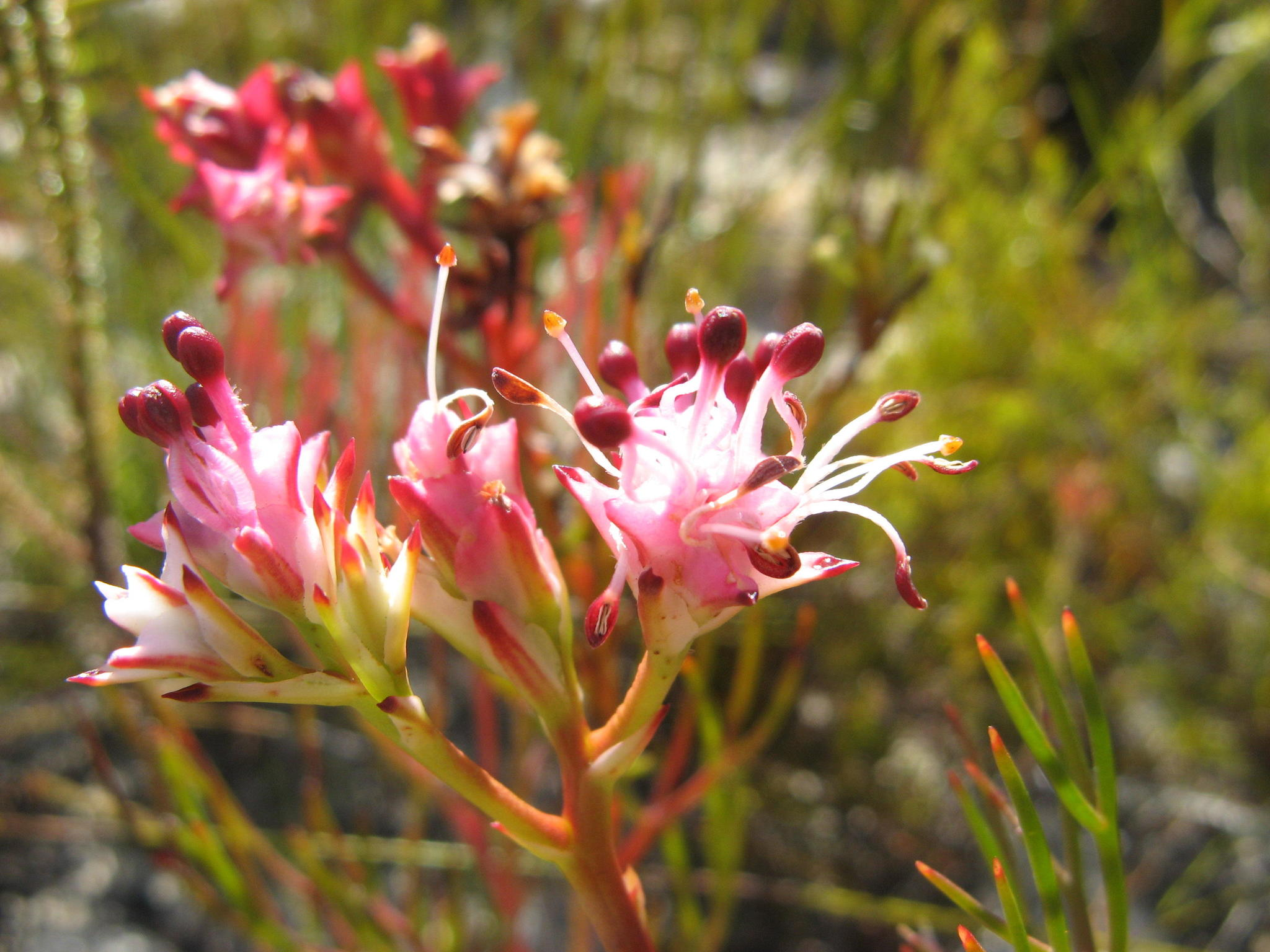
メイスネリアナ種の花

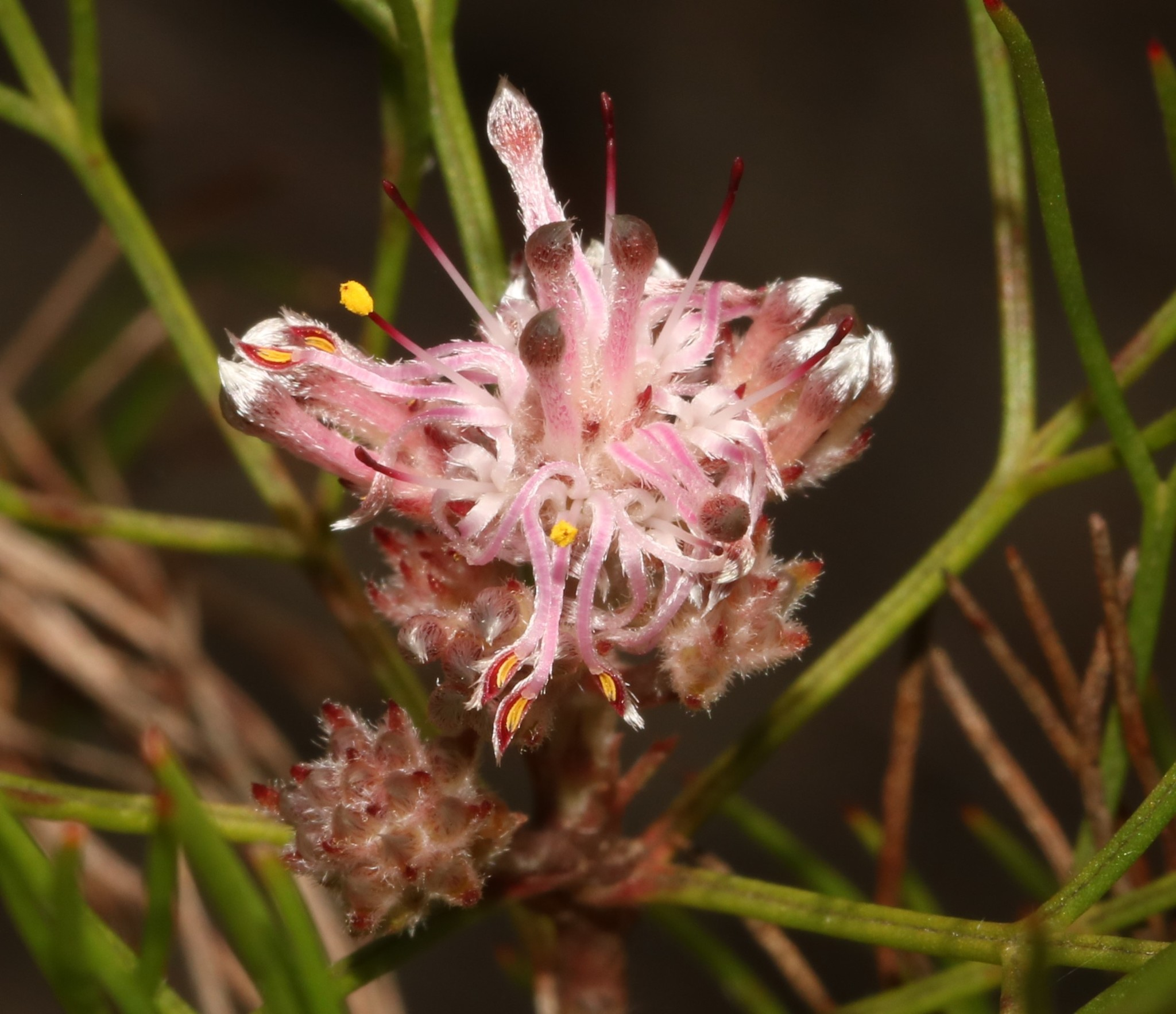
インコスピクア種の花

　（Serruria heterophylla）
- セルリア・レフレクサ

　（Serruria reflexa）
- セルリア・ロゼア

　（erruria rosea）
日本国内に切り花、鉢植えで多く流通しているのはフロリダ種と、ロゼア種、または交配種のジョーイセルリアである。

## ギャラリー

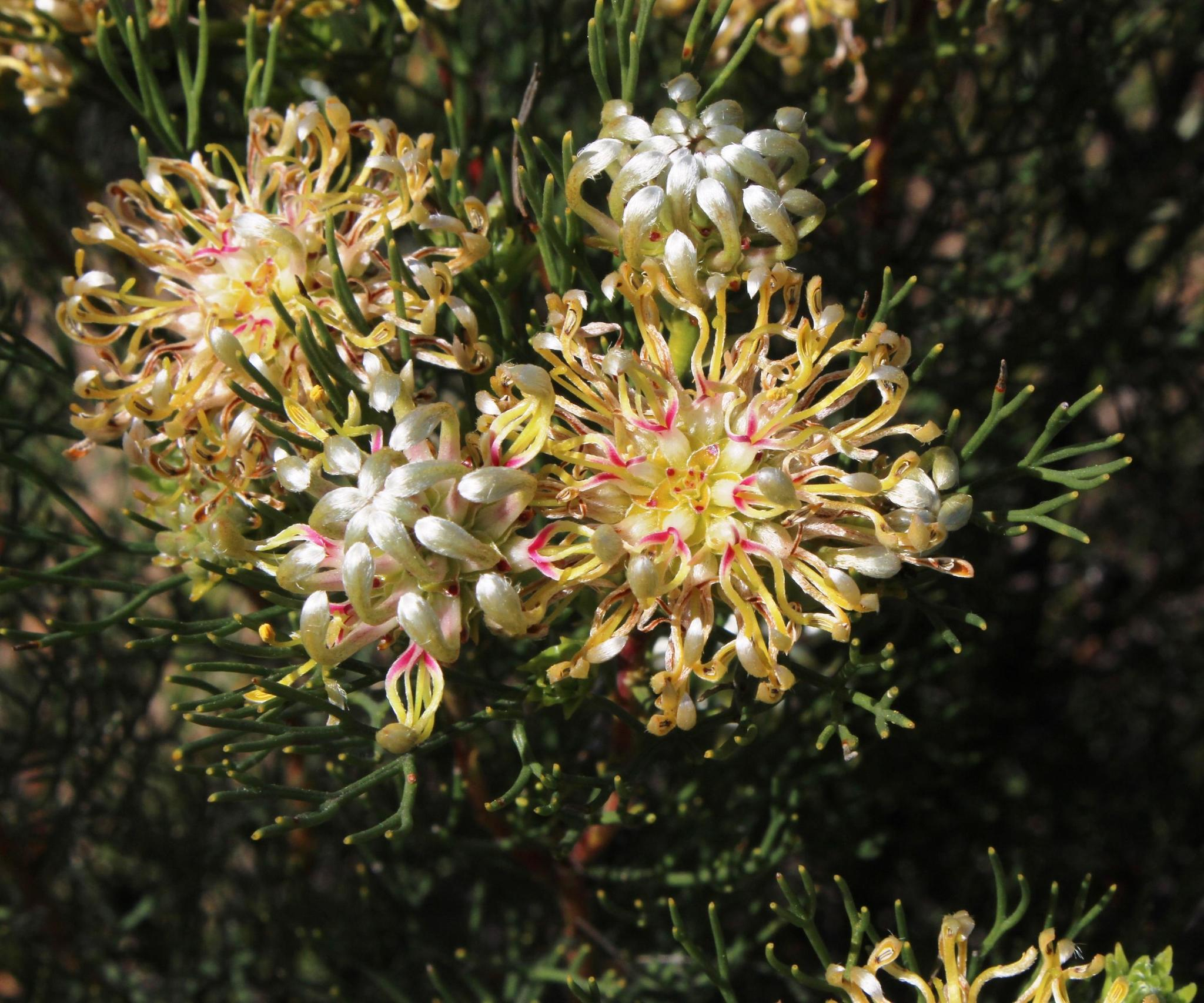
アクロカルバ種
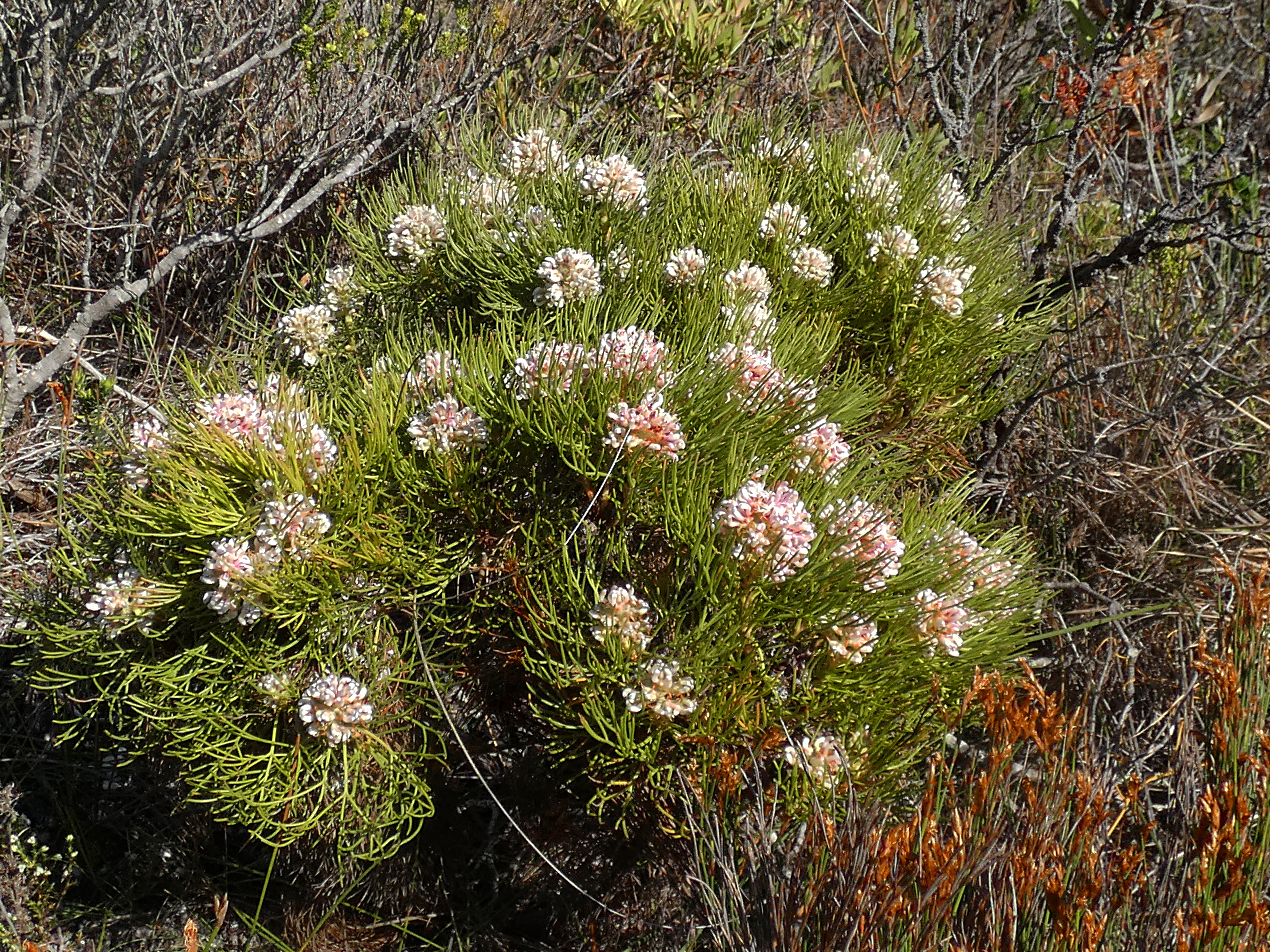
アスデンセンス種
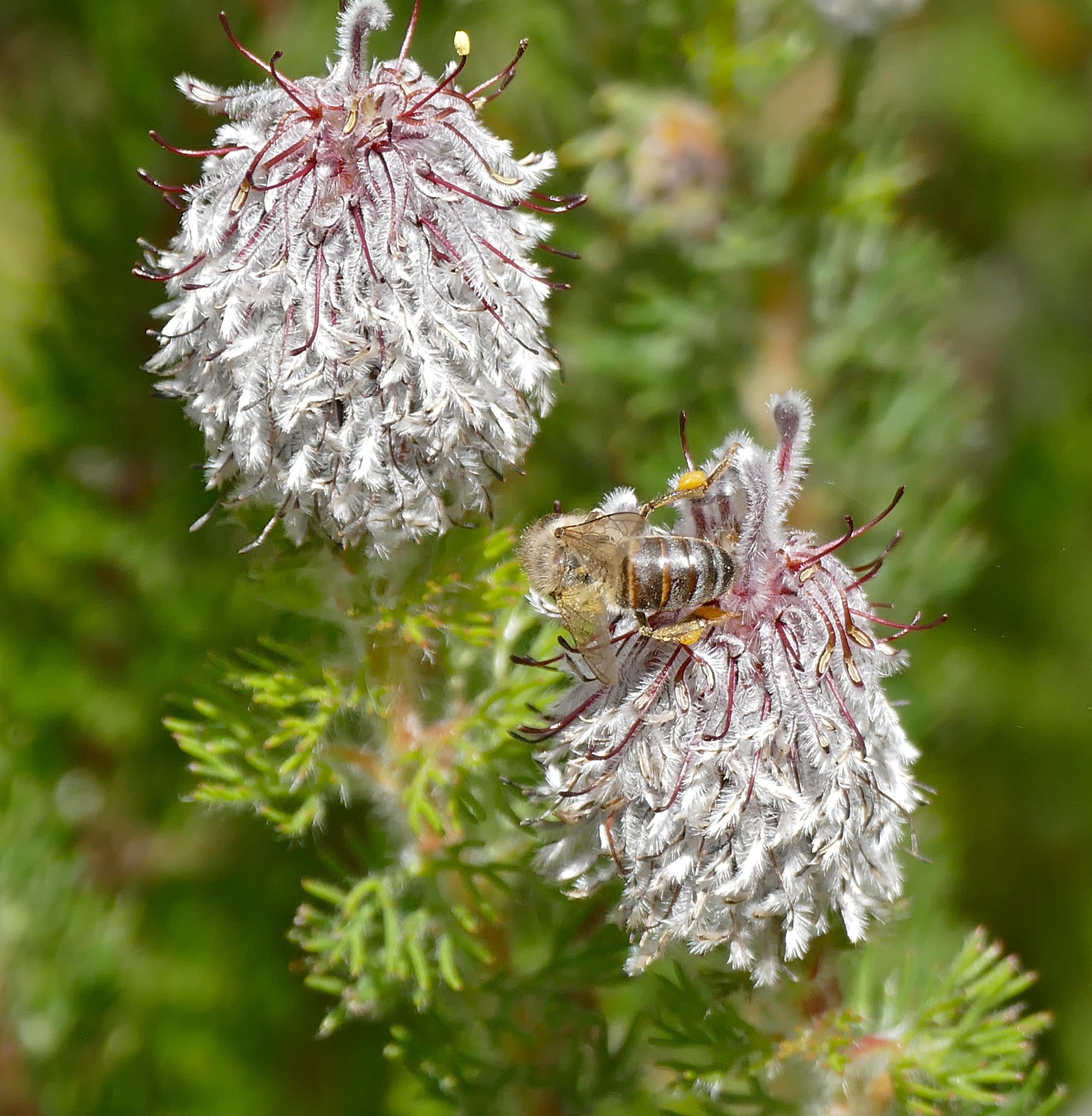
ブラウニー種
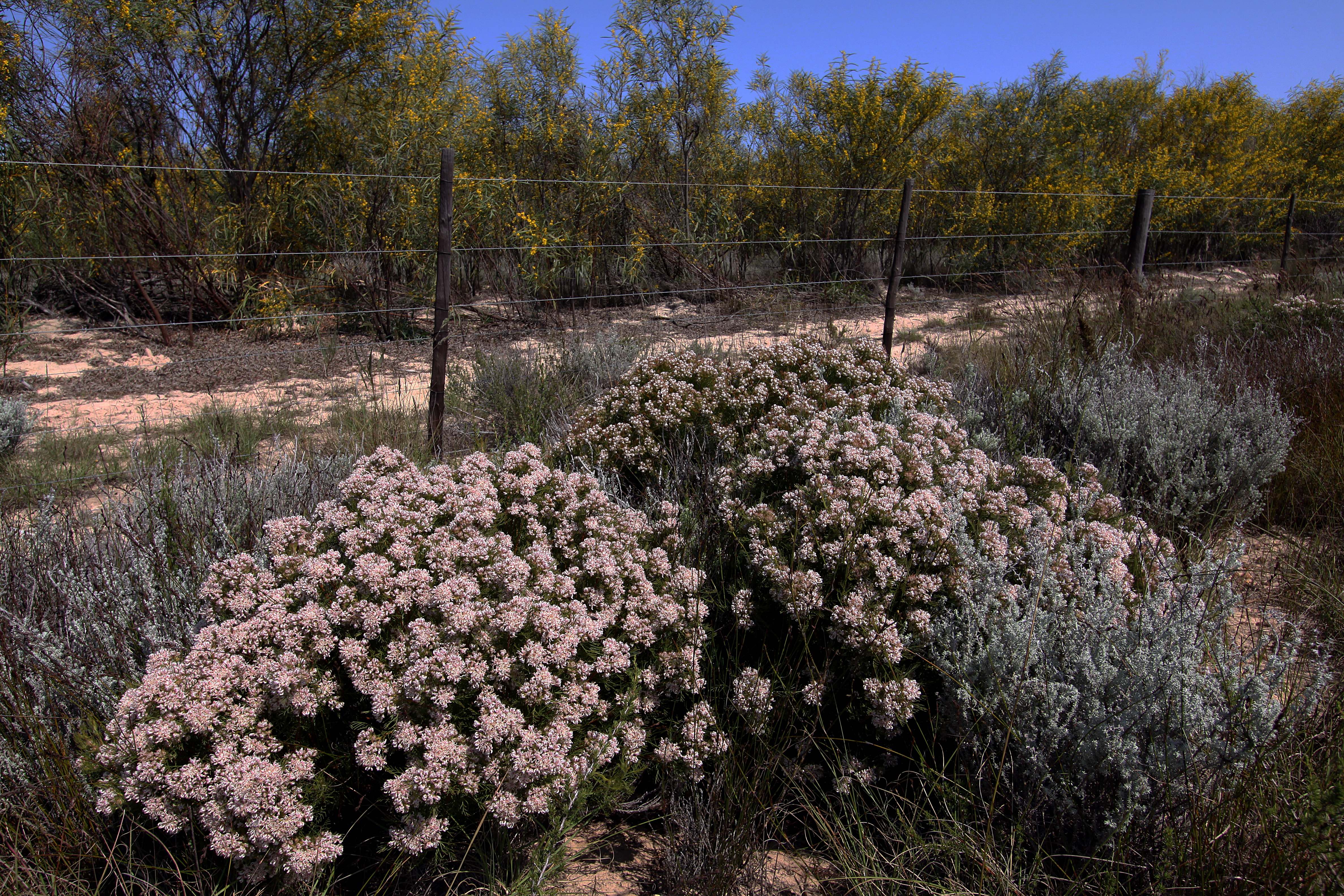
デシピエンス種
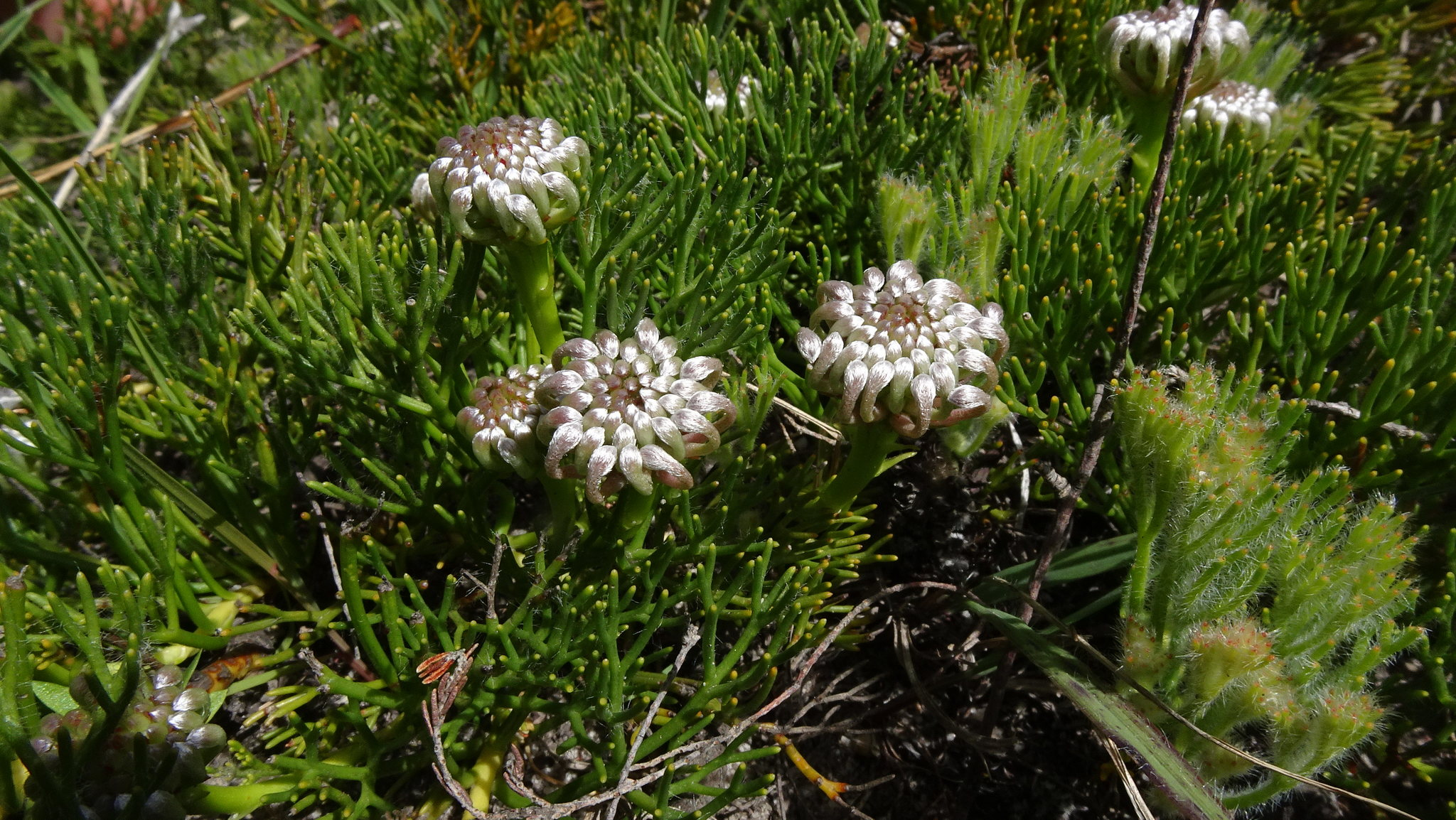
エフーサ種
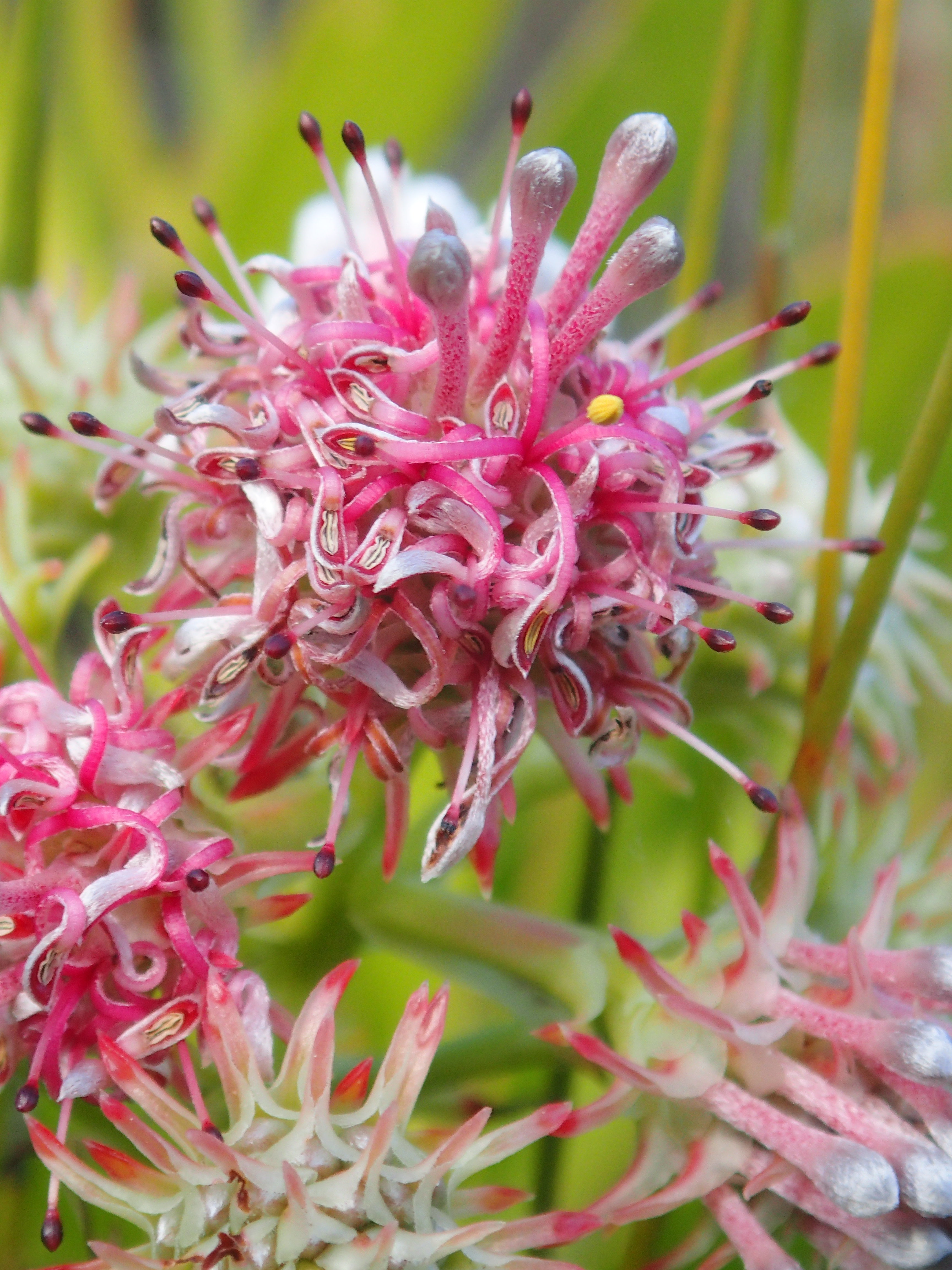
エロンガータ種
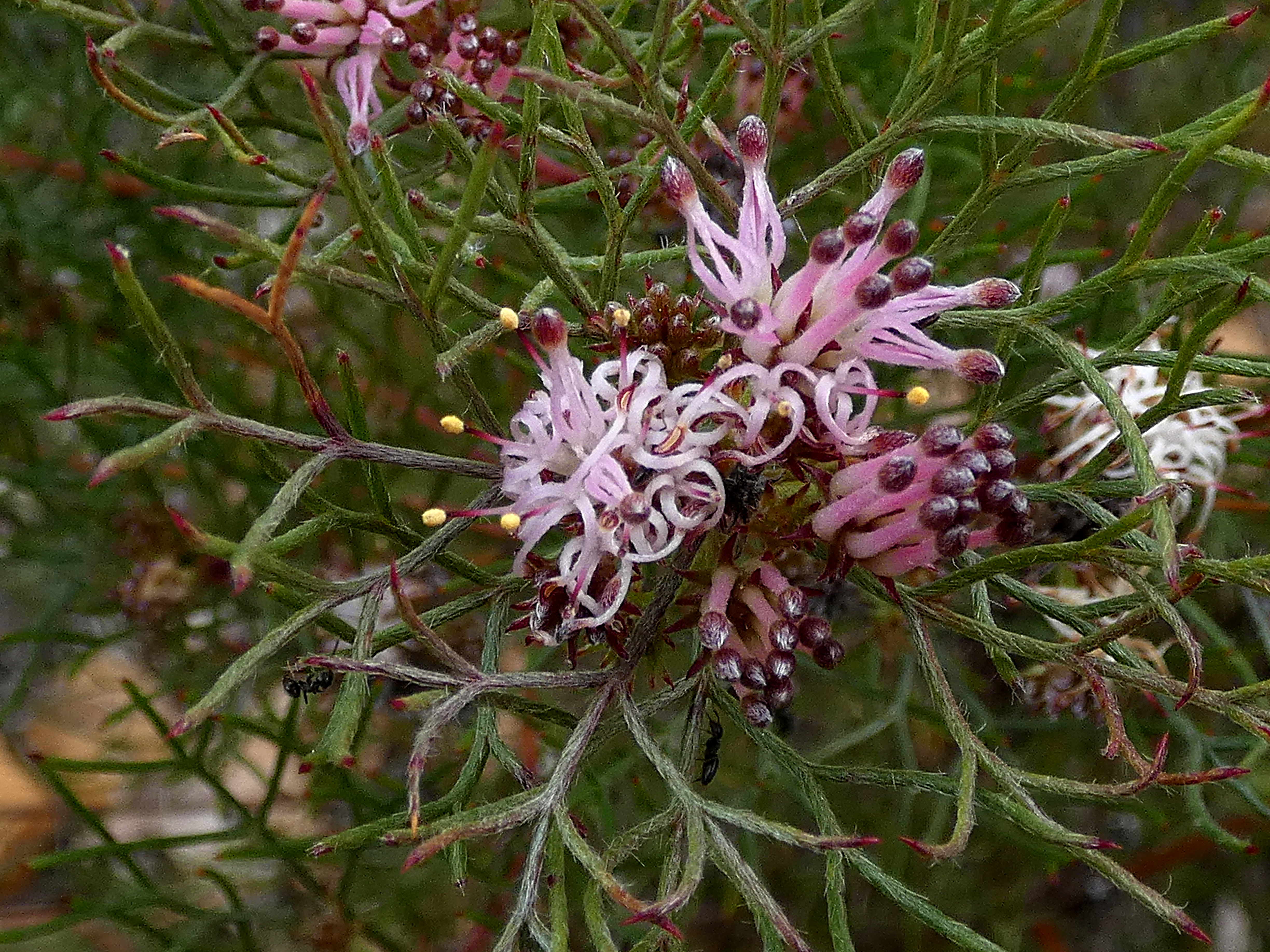
ファスシフローラ種
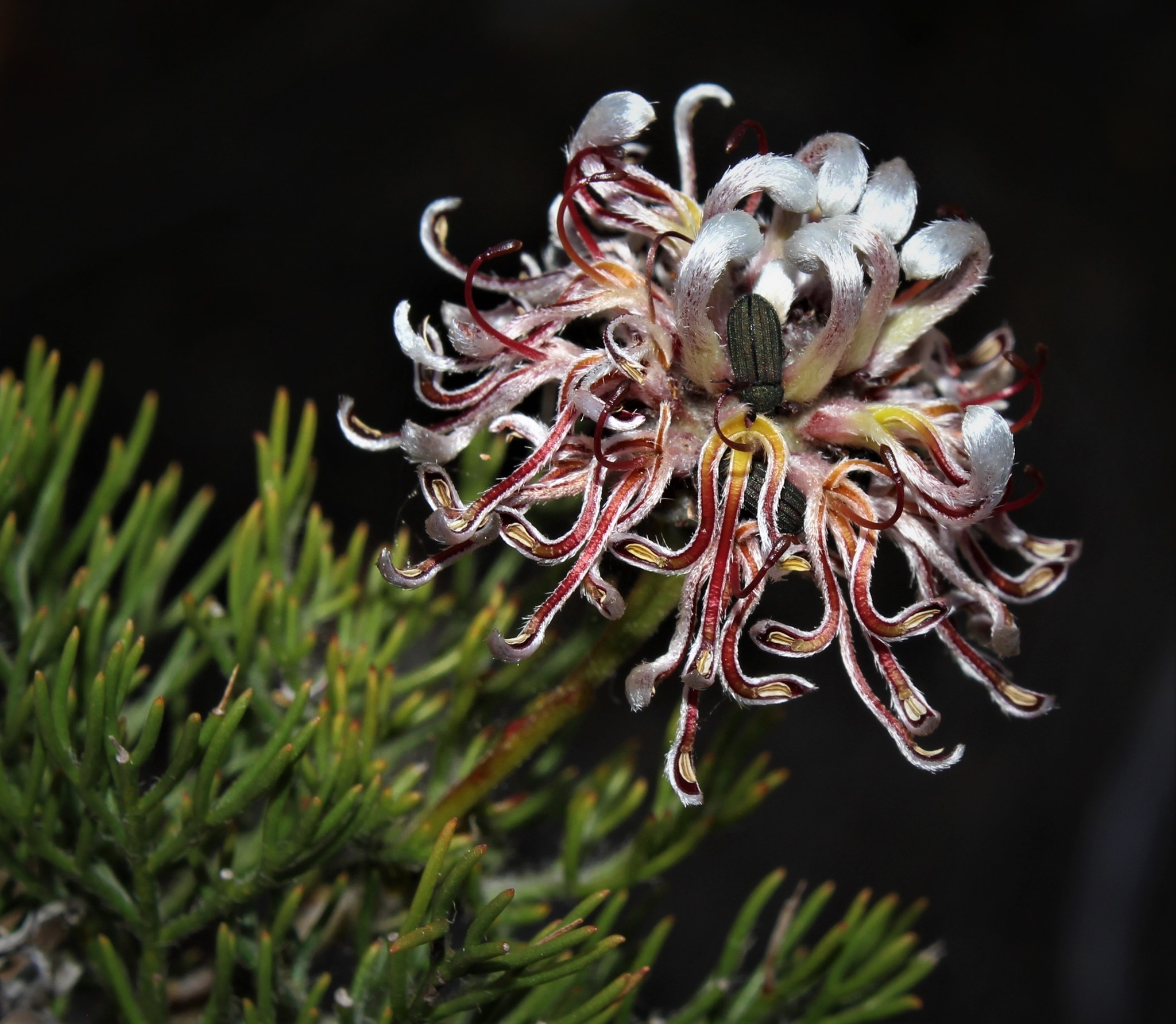
グレミナリス種
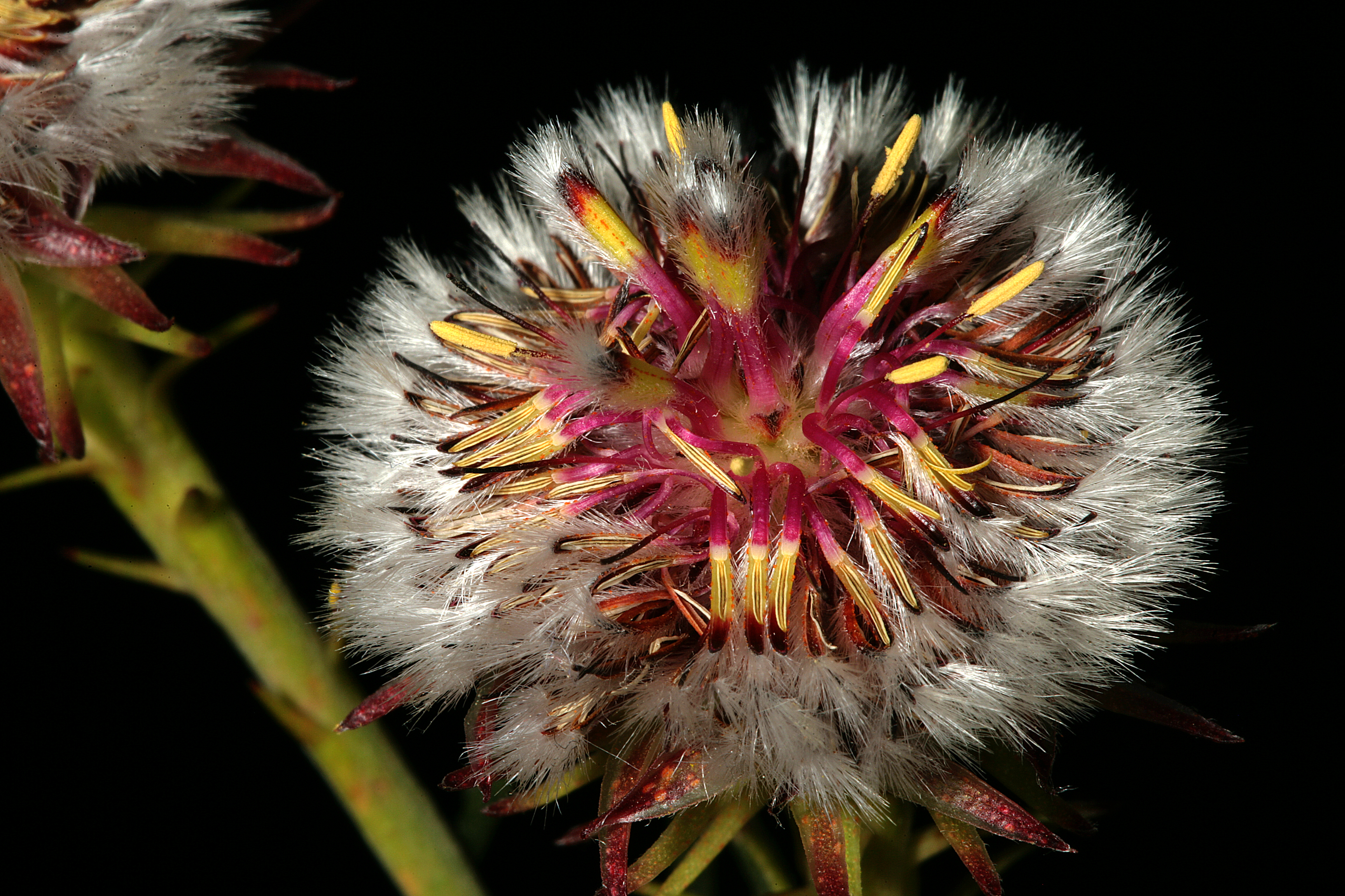
ヘテロフィラ種
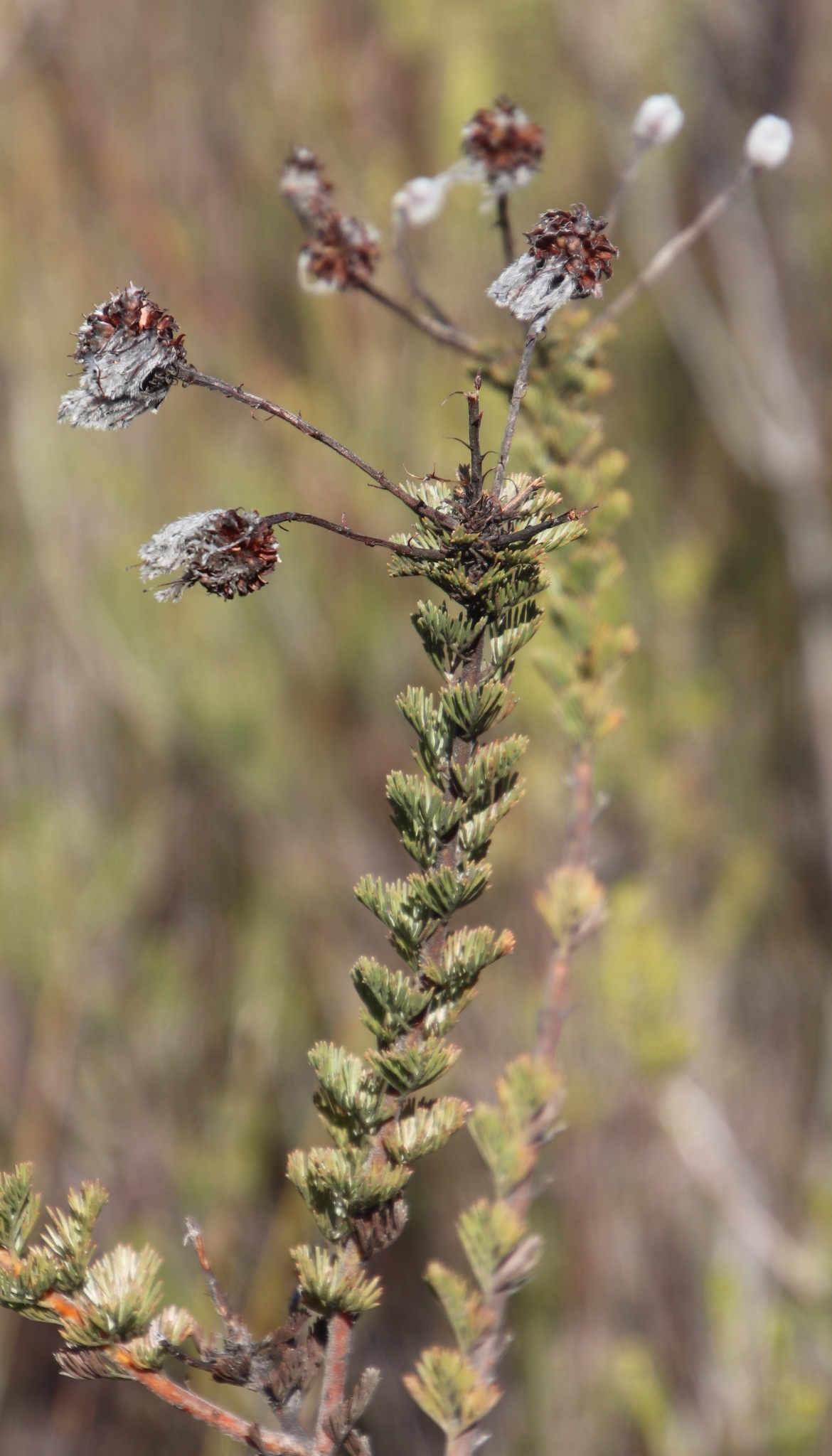
レフレクサ種
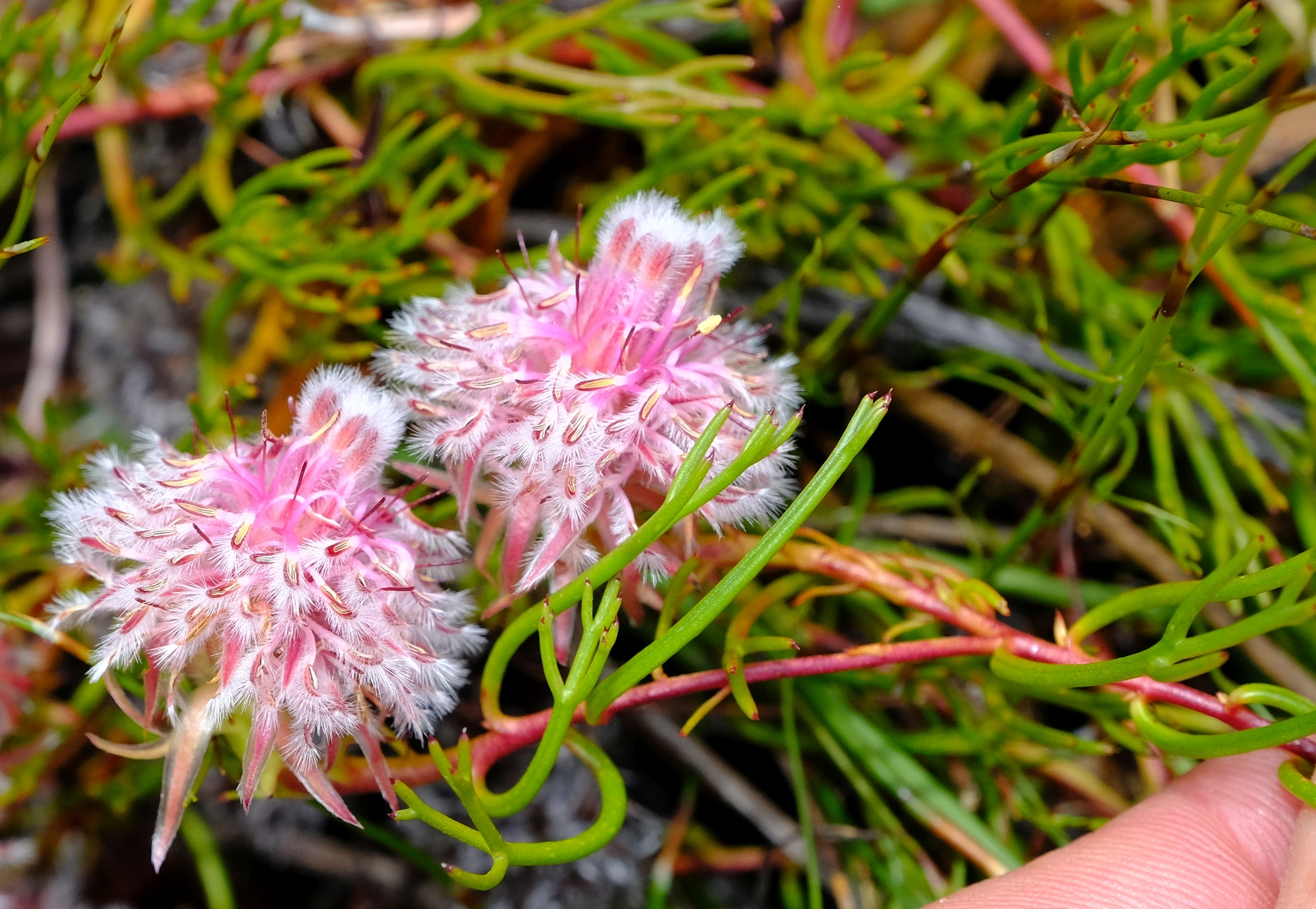
ステラータ種
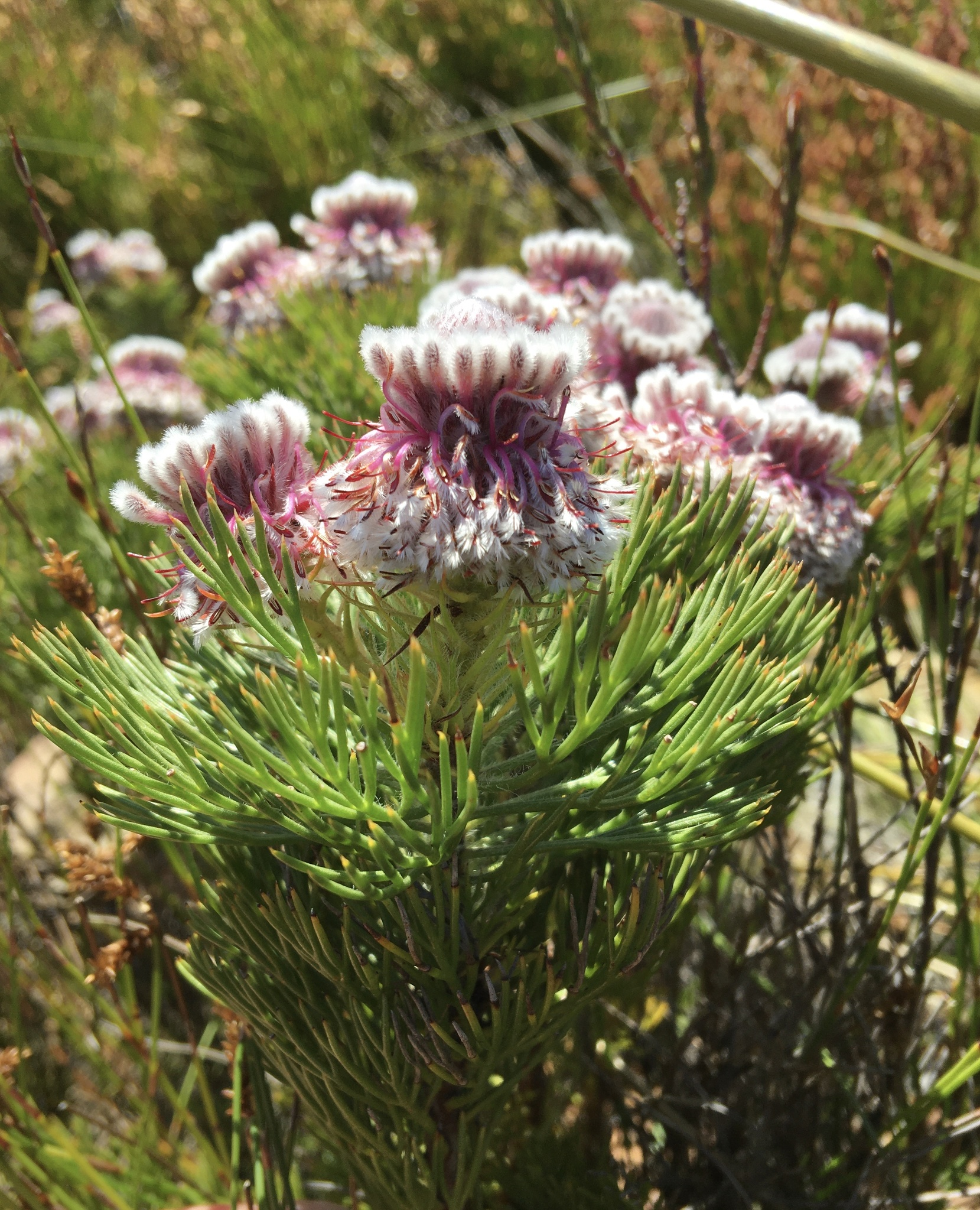
ヒルスタ種